# Bundespolizeiaktennachweis
Der Bundespolizeiaktennachweis (BAN) ist eine der insgesamt fünf dauerhaft eingerichteten Dateien der deutschen Bundespolizei gemäß § 36 Bundespolizeigesetz (BPolG). Die Datei wurde am 26. August 2004 eingerichtet und enthält 55.584 Datensätze (Stand 19. November 2007).
Zweck der Datei ist der Nachweis von personenbezogenen Akten, deren Führung bei Dienststellen der Bundespolizei sowie den zur Wahrnehmung der polizeilichen Kontrolle des grenzüberschreitenden Verkehrs beauftragten Behörden zur Erfüllung der obliegenden Aufgaben auf dem Gebiet der Strafverfolgung und der Gefahrenabwehr.
Daten für die Datei BAN liefern neben den Behörden der Bundespolizei auch die Stellen der Bundesländer Bayern, Bremen und Hamburg, die mit der Wahrnehmung der polizeilichen Kontrolle des grenzüberschreitenden Verkehrs betraut sind, mittels Datenübertragung in eigener Verantwortung an. Diese Stellen sind zugleich auch zum Datenabruf berechtigt; dieses Recht steht auch denjenigen Zolldienststellen zu, die Aufgaben gemäß § 68 BPolG wahrnehmen.
Rechtsgrundlage sind §§ 1 bis 7, 12 und 29 BPolG sowie §§ 483 Abs. 3 und 484 Abs. 4 StPO.
Die gespeicherten Daten werden regelmäßig gelöscht: Bei Straftaten und nach Erledigung bundespolizeilicher Fahndungen nach 5 Jahren und in allen anderen Fällen (insbesondere bei Fahndungsersuchen anderer öffentlicher Stellen) nach 2 Jahren.